# Macrocera fryeri
Macrocera fryeri är en tvåvingeart som beskrevs av Edwards 1913. Macrocera fryeri ingår i släktet Macrocera och familjen platthornsmyggor.
Artens utbredningsområde är Sri Lanka. Inga underarter finns listade i Catalogue of Life.